# ظهیری علیا
ظهیری علیا، روستایی در دهستان رودبار بخش مرکزی شهرستان سیروان در استان ایلام ایران است. این روستا، مرکز دهستان رودبار است.

## جمعیت
بر پایه سرشماری عمومی نفوس و مسکن در سال ۱۳۹۵، جمعیت این روستا برابر با ۴۹ نفر (۱۶ خانوار) بوده است.